# コード:ドラゴンブラッド
『コード：ドラゴンブラッド』（英語：Code: D-blood / 簡体字：龙族幻想）は、Archosaur Gamesが開発し、テンセントゲームズが配信しているオープンワールドMMORPGスマホゲームアプリである。
原作は、2009年に発表されたSF小説『龍族』（作者：江南 (小説家)）の第3部を対象にしている。
略称は「ドラブラ」（英：CDB）など。
日本国内では、2020年2月10日に各プラットフォームおよびアプリストアにて事前登録が開始、2020年4月9日より配信されている。

## 背景
竜族と人類との戦いを軸に、近未来のサイバーパンク的な都市とファンタジーとの融合した世界観で、ストーリーが展開される。

### ストーリー設定

#### 竜血を持つ者
悠久なる歴史の中、長らく世界を支配してきたのは人類ではなく、「竜族」だった。長きにわたり世界に君臨し続けた竜族は、人類のなかにも自らの痕跡を残した——竜血を持つ人間だ。この特殊な血統を持つ人間は、普通の人よりも強大な力と自分だけの「言霊」（一種の専属スキル）を持つ。人類の一員として、彼らの最終的な使命はただ1つ——竜を殺し、人類を守ること。
彼らにとって、竜血の比重が大きければ大きいほど、能力が強くなる。しかし、その比重が50%を超えると、彼らは人類よりも竜族寄りの、不安定な生き物になってしまう。最終的に、彼らは自分の意思を失い、竜王の命令だけで動く「堕武者」になってしまう。

#### 竜族
北欧神話によると、世界樹ユグドラシルの根元には黒竜竜皇「ニードホッグ」が潜んでおり、樹根を食い続けた。大樹が食いちぎられた時、世界は滅び、ラグナロクが訪れ、竜族は大地に君臨し、世界の支配者になると言われている。竜族の始祖黒王——ニードホッグ。

#### カッセル学院
人類と竜族の戦いは数千年にも亙った。血まみれの苦戦を乗り越えた人類は、やがて竜族を討ち破り、万物の霊長となって世界を支配した。竜族の血脈を持った家系はこの過程で名を上げ、竜殺しの使命を背負うようになった。彼らは格闘技と錬金術に優れた子孫を育て上げて戦場に送り、何度も竜族復興の希望を潰してきた。
近代に入り、アメリカのシカゴで、「カッセル学院」という名の謎に包まれた学校が創設された。表向きは古代爬虫類の研究に特化した名門大学だが、その実体は竜殺しの意思を引き継いできた家系たちが、世界を守るために各地から竜血を持つ少年少女らをかき集めた施設だ。

#### 竜殺し小隊
我らが主人公は、このカッセル学院の一員。10代にもかかわらず、血統の恵み（或いは呪い）を理由に、人類を守るという使命を担っている。彼らは、カッセル学院でトップクラスの竜殺し教育を受け、最先端の科学技術武装を用い、若くて強い力となってきた。もちろん、どんな重い使命を担っても、彼らはまだ年齢相応の無邪気と、心の中で密かに咲く一輪の花を持つ——これは、人類の運命を左右することでもある。

### あらすじ

#### 始まり
物語の舞台は遙か遠く、寒さの厳しいシベリア。とある無名の港を管理していたヘルツォーク博士は、世界各地より孤児を引き取り、その地で育てていた。平穏に暮らしているかのように見える子供達だが、その実体は口に出すことのできない謎と不可思議に包まれていた。
1991年冬、ソ連解体の真っ最中、軍人ボンダレフはシベリアの名もなき港へ到着し、ソ連の秘宝について調べていた。彼がその地で目にしたのは、竜族の骸と子供達を被験体とした遺伝子実験の数々。ボンダレフの到来は、この秘密の基地に破滅をもたらした。港の破壊命令を下したボンダレフは、ソ連最後の秘密遺産と共に立ち去るも、日本海域で不測の事態に陥り、以降消息不明となった。

#### カッセル学院の動員
20年が過ぎたある時、日本海域で竜族の信号をキャッチし、カッセル学院の校長であるアンジェは自らSS級任務を立ち上げ、調査をはじめた。カッセル学院の生徒であるシーザー、ソ・シハン、ロ・メイヒは特別な任を受け、カッセル学院日本支部と共に任務を全うすべく、日本へと向かった。

#### 東京到着
東京についた後、性格の異なる少年たちは早速日本支部のリーダ——橘政宗と会い、探索計画を練り上げた。同時に、彼らは日本支部の熱烈な歓迎を受け、執行員である源稚生がガイドとなり日本を案内した。この時、無口の美少女、源稚生の妹である絵梨衣に初めて会うことになる。アメリカから来た少年達は、その間様々な日本人と知り合い、楽しい時間を過ごした。

#### 深海探検
すぐに、3人の海底任務は始まった。潜水機はシーザーが率いるチームを8000メートルにも及ぶ深海の海域に連れて行った。そこで彼らは驚くべき竜族都市を目にした。
しかしその時、竜族の胎児が孵化し始めた。さらに事前に準備した爆弾及び潜水機が次々と故障し、その上日本支部との通信も途絶えてしまった。3人の少年はかつてない厳しい事態に立ち向かった。 

#### 日本支部の裏切り
3人はどうにか危機を脱出し、本部に連絡を試みったが、日本支部が裏切った上に独立を宣言した事実を知った。
千鶴町で、暴走族の赤備（日本支部の手先）と遭遇した3人は激戦を繰り広げ、救いの手を差し伸べてくれた麻生真もこの戦いのさなかに命を落とした。主人公の3人は歌舞伎町の有名なカラオケ・高天原に流れ着き、店員としての生活を始めた。
時を同じく、校長アンジェは独り東京へ向かった。かつての弟子、犬山賀と拳を合わせ、これにてカッセル学院とオロチ八家は完全に決裂する。 

#### ウェイター生活
ウェイター3人組にとって、高天原は完璧な避難場所だった。シーザーとソ・シハンは早くも大量のファンを獲得し、高天原のイチオシになった。 

#### 源氏重工に夜間潜入
復讐、そしてオロチ八家（日本支部の主力）の秘密を探るため、彼らは夜中にオロチ八家の本部である源氏重工ビルへの潜入を決行！ビル内は危険に満ち溢れた。日本支部の追撃や堕武者による襲撃を突破し、どうにか秘密の部屋へ侵入した3人。そこで彼らは大量に描かれた謎の壁画を目にし、竜竜族の秘密が、今、暴かれる。 
カッセル3人組は源氏重工から脱出した後、再び東京の闇に飲み込まれた。オロチ八家の追跡から逃れるため、ロ・メイヒと絵梨衣は、温泉ホテルに身を潜めた。絵梨衣は白王の宝を開けるカギの1つであり、シーザーとソ・シハンはロ・メイヒに彼女を日本から連れだして欲しいと画策。しかし、絵梨衣の幸せのため、ロ・メイヒは計画に逆らい、彼女をオロチ八家に戻した。

#### 竜王復活
その一方、源稚生の指示の下、オロチ八家は骸の井戸を掘り当てた。白き竜王は今、蘇る。

## キャラクター設定

### 職業（ジョブ）
村雨
近接戦型の戦士及びタンクで、武器の形態を2種類持っている。銘刀形態は短距離で追撃することや敵の妨害に長けており、大太刀は長押しすると力をチャージでき、連撃やブロック、そして反撃などの強力な攻撃を繰り出すことが可能。
鷹狩
遠距離型のシューター。2つのスキル欄があり、随時切り替えることができる（クールタイムは無し）。メインスキル欄には攻撃スキル、サブスキル欄には機能系のスキルを配置。
執行者
メイジ兼近接戦型のアサシン。2つの形態を持っており、メイジ形態では遠距離攻撃を、形態を切り替えると目標に近距離の奇襲を仕掛けることが可能。
共生
遠距離型のサポート兼メイジ。共生体を持っており、スキルを使用すると共生体は本体の重要スキルを複製し、チームメイトに強力なサポート効果と継続治療を提供できる。

### 登場キャラクター
ロ・メイヒ
声‐松岡禎丞 
血統：S；言霊：死ぬな
物語の主人公、普通の高校生だった。両親は「謎」の仕事をしており行方知れず、故に幼い頃から叔父の家に寝泊まりしている。カッセル学院の2年生。
上杉絵梨衣
声‐伊藤美来
血統：不明；言霊：No.111言霊・審判
オロチ八家内三家・上杉家当主。言霊・審判という究極の言霊の持ち主であることから、オロチ八家の秘宝だと思われている。
ソ・シハン
声‐江口拓也
血統：A；言霊：No.89言霊・君焔、永遠のゴールデンアイ
中国人。3年生。ロ・メイヒの高校時代の先輩で、ロ・メイヒより1年早くカッセル学院に入学。獅子心会のリーダーであり、学生自治会のリーダーシーザーとはライバル関係である。両者ともクラブを代表して争っている。日本刀を武器とする。実際の血統はA未満だが、「ブラッドブースト」の秘術で強制的に血統を上げている。
No.89、危険級「言霊・君焔」及び「永遠のゴールデンアイ」の持ち主。目を合わした瞬間、自動的に「言霊・皇帝」を発動し、自分より血統の低い者はその影響で一時的に彼に従ってしまう（S級末裔には無効）。
ノノ
声‐中原麻衣
血統：A
本名チン・ボクドウ。中国系アメリカ人。3年生。ロ・メイヒの先輩であり、片思いの相手。性格は熱く、情にこだわるタイプ。とても身軽で、格闘技に長け、富山雅史の下で剣道を学んでいる。
孤児と自称しているが、実はお金持ちの父と養母、そして永遠に成長しない幼児の弟「Gates」（またの名を「カギ」）がいる。Gatesは全ての扉を開くことのできる「言霊・門」を持つ。幼い頃、母親の魂が吸い取られるのを霊視で目撃したことがある。
源稚生
声‐福山潤
血統：不明；言霊No.91：言霊・王権
オロチ八家の若君であり、内三家・源家当主、カッセル学院日本支部執行局局長、天照命。日本刀「蜘蛛切」、「童子切」を武器とする。言霊・王権は領域内にいる竜族末裔の受ける重力を数十倍、数百倍に増幅させる。しかし、発動する際、体力が大量に消耗されるため、発動者はしばらくの間身動きも取れない状態になってしまう。
シーザー
声‐石川界人
血統：A；言霊No.59：言霊・鎌鼬
イタリアの混血種一族であるガットゥーゾファミリーの跡継ぎ。3年生、凜々しくて男気のある先輩男子であり、ノノの彼氏。学生自治会のリーダーを勤め、ソ・シハンのライバル、クラブの代表として競い合っている。
二丁拳銃の「デザートイーグル」と狩猟刀「ディクテイター」を武器とする。銃刀類に優れている。

## ゲームシステム

### 戦闘システム[12]
ドラブラはダンジョンクエストを実装。各クエストにはマジック、現代、テクノロジー、ドラゴンといったテーマごとに異なるフィールドデザインが施されている。
PvEモードは野外やダンジョン（氷原、異空間、地下鉄トンネルなど）を舞台に、最終ボスキャラである凶悪なドラゴンと対決するバトルとなる。また対人戦としてPvPとGvGモードがあり、個人戦、バトルロワイヤル、チーム戦など、複数の対戦モードが実装されている。

### 育成システム[12]
ゲームでは、キャラクターの育成システムとして「血統システム」と「言霊システム」を搭載している。
「血統システム」とは、スキルを強化して、プレイヤーの任意の組み合わせによって効果を最大化するというもの。血統には「S」、「A」、「B」、「C」の4ランクがあり、それぞれのランクには三種類の血統があり、それをプレイヤー任意に選択して組み合わせ、独自のスキルを作っていくことが可能である。
「言霊システム」とは、 戦闘の様々な場面で効果を発揮する特別な技で、補佐言霊、戦闘言霊、奥義言霊という全3種類がある。

### 異聞システム[13][14]
特定の場所を訪れたり、特定の天候の時にNPCに話しかけて、隠しクエストが開放される。クリアすると様々な報酬を獲得できる。

### 副職業（サブジョブ）
精力
職業行為で能力アップするには、精力を消費する。精力を購入することはできない。
料理の達人
プレイヤーは様々な食材を集め、いくつものレシピを学び、調理の経験を重ねていく。見習い料理人からミシュランのメインシェフになり、料理の達人へと上り詰める体験ができる。
スーパーアイドル
プレイヤーは自分のキャラクターを育成して、アイドルデビューからスーパースターになるまでの日々を体験できる。
体力
販売、プレゼント用の料理やグッズを製作するには、体力を消費する。

### ミニゲーム[13][14]
- ジグソーパズル
- 乗り物
  - スケートボード、バイク、スポーツカー、パラグライダーや熱気球、電動カーなどの風変わりな乗り物に搭乗できる。
- バスケットボール
- 爆走バトル
- 釣り
- ドレスアップ

等々